# Borki (Saràtov)
|  | Per a altres significats, vegeu «Borki». |

Borki (en rus: Борки) és un poble de l'óblast de Saràtov, a Rússia, segons el cens del 2010 tenia 28 habitants. Pertany al districte municipal de Rtísxevo.